# Eroberung des Königreiches Granada
Die Eroberung des muslimischen Königreiches Granada, auch Emirat Granada oder Sultanat Granada genannt, durch die Streitkräfte der Katholischen Könige dauerte, immer wieder durch längere Kampfpausen unterbrochen, von 1482 bis 1492. Die Eroberung wird als der Abschluss der Reconquista angesehen. Durch sie endete der letzte muslimische Herrschaftsbereich in Spanien.

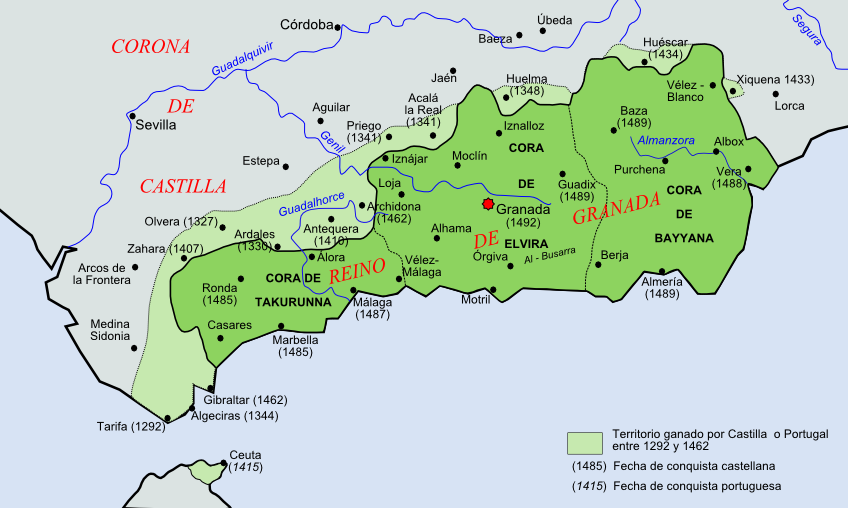
Das nasridische Königreich Granada

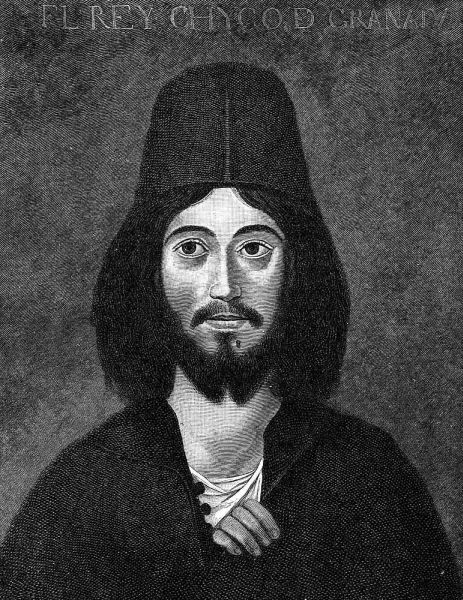
Muhammad XII. (Boabdil)

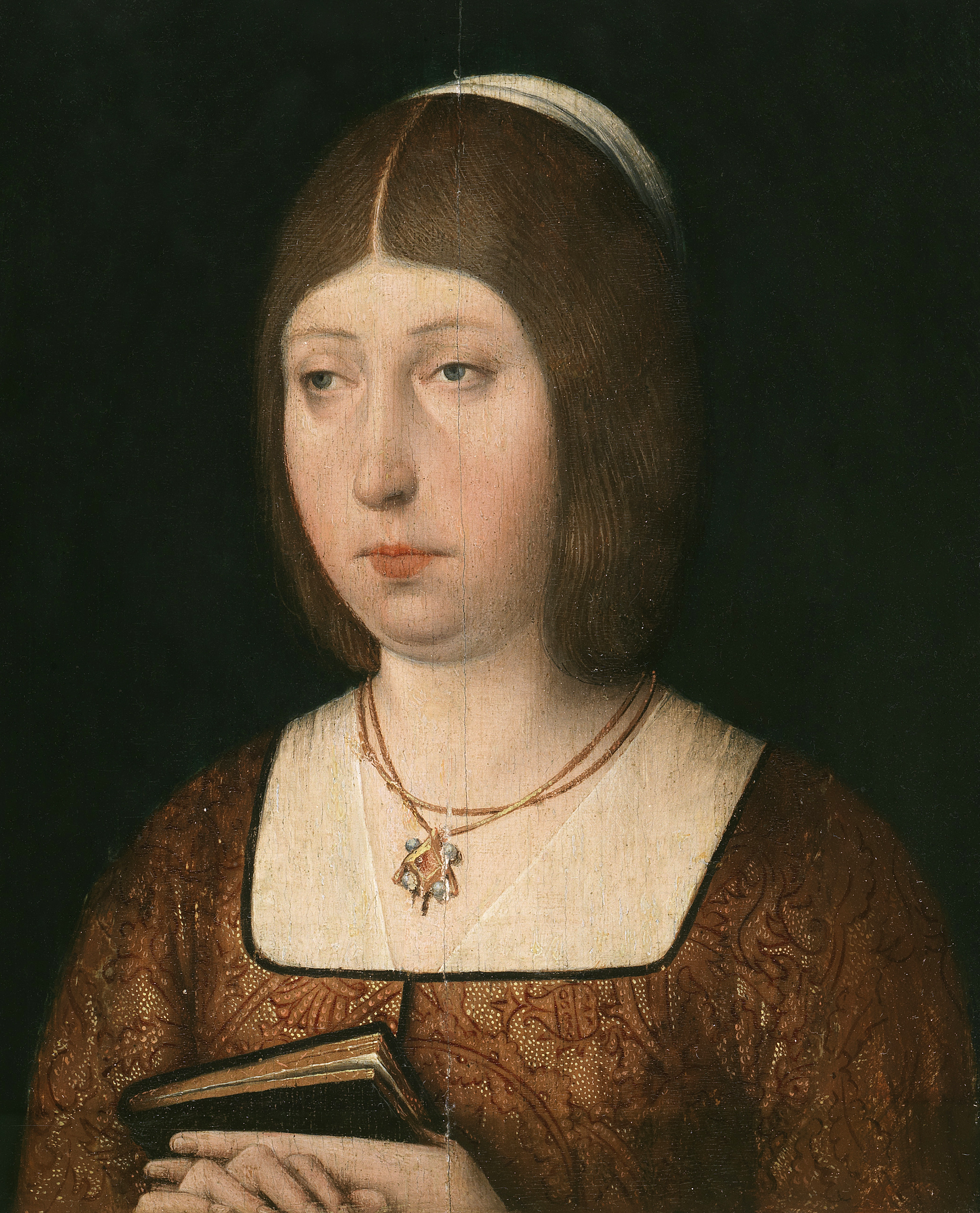
Königin Isabella von Kastilien

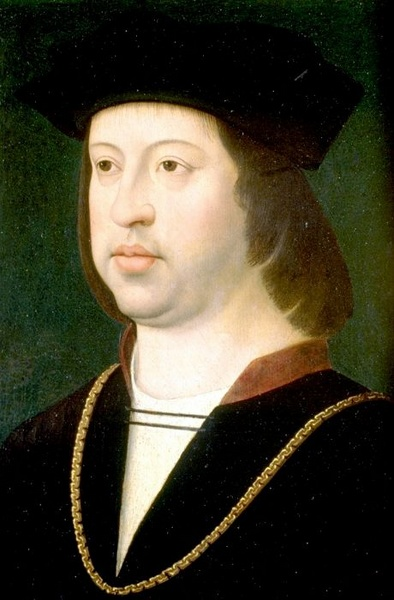
König Ferdinand V. von Kastilien

## Vorgeschichte
Nach der Schlacht bei Las Navas de Tolosa im Jahr 1212 gründete Muhammad I. ibn Nasr das damalige Sultanat von Granada. Durch die Anerkennung einer Oberhoheit des kastilischen Königs Ferdinand III. und seiner Nachfolger sowie regelmäßige Tributzahlungen konnte sich das Königreich Granada eine weitgehende Unabhängigkeit bewahren. Trotz verschiedener Eroberungen der einen und der anderen Seite in den Grenzgebieten war das Verhältnis zwischen Kastilien und Granada recht stabil. Es gab umfangreiche Handelsbeziehungen. Hauptausfuhrprodukte Granadas waren Trockenobst und am Ort produzierte Seide. Gold aus dem Sudan wurde durch Granada nach ganz Europa weitervermittelt.
In den Sommermonaten der Jahre 1455 und 1456 unternahm Heinrich IV. mehrere Kriegszüge gegen das Königreich Granada und ließ dabei Felder und Ernten in der Gegend von Málaga und Granada zerstören, ohne direkte Angriffe auf die Städte zu unternehmen.
Im Jahr 1461 verloren die Kastilier bei Angriffen auf Estepa und Arenas zwei Schlachten.
Die Truppen des Conde Rodrigo Ponce de León und des Juan de Guzmán Duque de Medina Sidonia konnten allerdings die Festung von Gibraltar einnehmen.
Nach dem Tod des Königs Heinrich IV. erneuerten die Katholischen Könige 1475, 1476 und 1478 die Waffenstillstandsverträge mit den Herrschern des Emirates Granada, um während des Kastilischen Erbfolgekrieges Ruhe an dieser Front zu haben. Dabei wurde auch das Ausbleiben der Tributzahlungen hingenommen.
Der Kampf gegen die Mauren war eines der Themen, die bereits vor der Eheschließung von Isabella und Ferdinand in einer Art internem Regierungsprogramm zwischen den beiden Partnern vereinbart worden waren.

## Verlauf des Krieges
Der Verlauf des Krieges wird in der modernen Geschichtsschreibung meist in drei Abschnitte eingeteilt:
1. Der Eroberung und die Verteidigung von Alhama (1482–1484)
2. Die Schlachten der Jahre 1485–1487 mit dem Fall von Málaga
3. Der Endkampf um Granada 1488–1491

### Der Eroberung und die Verteidigung von Alhama (1482–1484)
Am Ende des Jahres 1481 überfielen die Mauren die Stadt Zahara, als eine Reaktion auf Angriffe der Christen auf einige Orte an der Westgrenze. Dieser Angriff gilt als der Beginn der letzten Phase der Reconquista. Mit Zustimmung der Katholischen Könige griff der Marquis von Cádiz Rodrigo Ponce de León mit seinen Truppen, etwa 2500 Kavalleristen und 3000 Infanteristen, die Stadt Alhama de Granada an. Der durch eine Festung geschützte Ort lag an einem wichtigen Verkehrsweg, der Granada mit Málaga verband. Im Februar 1482 ergab sich die Stadt. Es wurden etwa 4000 Frauen und Kinder gefangen genommen. Die meisten der etwa 1000 männlichen Einwohner waren im Kampf getötet worden.
Der Emir von Granada Abu l-Hasan Ali machte wenige Tage nach der Einnahme von Alhama einen Versuch der Rückeroberung. Ein Heer des Herzogs von Medina-Sidonia kam den Truppen des Marquis von Cádiz zu Hilfe, so dass Abu l-Hasan Ali sich gezwungen sah, die Rückeroberung aufzugeben. Als König Ferdinand V. an der Spitze eines Heeres in den Konflikt eingriff, verlor die Auseinandersetzung das Merkmal der üblichen Razzien und wurde zu einem Krieg Kastiliens gegen das Emirat von Granada.
Das erste große Aufeinandertreffen der Gegner ereignete sich im Juni 1482 vor Loja, als das spanische Heer, das die Vorbereitungen zur Belagerung der Stadt noch nicht abgeschlossen hatte, von der maurischen leichten Kavallerie angegriffen und auf dem Rückzug von weiteren maurischen Truppen aufgerieben wurde. Unter den Toten war Rodrigo Téllez Girón, der Großmeister des Ritterordens von Calatrava.
König Ferdinand zog sich mit den Resten seines Heeres nach Córdoba zurück.
Während Abu l-Hasan Ali noch im Kampf gegen die christlichen Angreifer war, ließ sich sein Sohn als Muhammad XII. zum Herrscher des Emirates ausrufen. Während Muhammad XII. in Granada regierte, beherrschte sein Vater Abu l-Hasan Ali Málaga, Ronda und den westlichen Teil des Emirats.
Im März 1483 marschierte ein Heer unter der Führung des Großmeisters des Ritterordens von Santiago, Alfonso de Cardenas, Rodrigo Ponce de León und Juan de Silva, Conde de Cifuentes, von Antequera aus in Richtung Málaga. Besonders durch den Einsatz von Bogenschützen und leichter Reiterverbände konnten die Verteidiger unter der Führung von Abu l-Hasan Ali und seinem Bruder Muhammad al-Zagal die Angreifer zurückdrängen.
Um sich im Kampf gegen die Christen zu profilieren, brach auch Muhammad XII. an der Spitze eines aus 9.000 Mann Infanterie und 700 Reitern bestehenden Truppenverbandes auf, um die weit in kastilischem Gebiet liegende Stadt Lucena anzugreifen. Lucena konnte dem Angriff aber standhalten. Auf ihrem Rückzug in Richtung Loja gerieten Muhammad XII. selbst und 5.000 seiner Kämpfer in Gefangenschaft.
Um zu vermeiden, dass das Emirat wieder ohne interne Streitigkeiten unter der alleinigen Herrschaft von Abu l-Hasan Ali vereint würde, schlossen die Katholischen Könige mit Muhammad XII. ein zweijähriges Friedensabkommen. Er verpflichtete sich darüber hinaus, ein Lösegeld zu zahlen und die Katholischen Könige als seine Lehensherren anzuerkennen. Muhammad wurde Anfang September 1483 freigelassen. Er residierte zunächst in Guadix, von wo aus er seine Rückkehr in die Hauptstadt vorbereitete. Die Stadt Granada wurde wieder zum Schauplatz eines Bürgerkrieges. Als Abu l-Hasan Ali durch einen Schlaganfall regierungsunfähig wurde, übernahm sein Bruder Muhammad al-Zagal als Muhammad XIII. die Führung.
Im Frühjahr 1484 waren die christlichen Angriffe auf die Umgebung von Málaga erfolgreich. Bei dieser Aktion wurden auch Angriffe von See her ausgeführt. Bei den Kriegshandlungen handelte es sich in erster Linie darum, durch die Vernichtung der Ernten die Versorgung der Mauren zu beeinträchtigen.
Zu dieser Zeit entwickelte sich auf der Seite der christlichen Militärführung ein arbeitsteiliges Vorgehen: Als erstes führten die südspanischen Granden mit ihren Truppen Raub-, Plünderungs- und Zerstörungsfeldzüge durch. Danach wurden durch der Krone direkt unterstehende Söldnertruppen und Milizen der Santa Hermandad die Städte belagert. Dabei kam dem Einsatz der Artillerie eine steigende Bedeutungen zu.
Auch die Behandlung der besiegten Gegner wurde vereinheitlicht. Während bei eroberten Städten die Kapitulationsbedingungen vorsahen, dass es der überlebenden Bevölkerung meist freigestellt wurde, die Stadt mit dem zu verlassen, was sie tragen konnte, wurden bei Städten, die sich ohne Belagerung ergaben, den Familien der muslimischen Aristokratie Angebote gemacht, die es ihnen ermöglichte, sich in die spanische Kultur und Politik zu integrieren. Es wurde ihnen versprochen, dass sie ihren Glauben weiter ausüben durften und innerhalb der Gemeinden in religiösen Angelegenheiten weiter nach der Scharia und der Sunna Recht gesprochen werden könnten.
Das führte dazu, dass bei der Ankunft der Truppen unter der Führung von Ferdinand V. vor Marbella eine Abordnung der Stadt ohne weiteren Kampf Übergabeverhandlungen anbot. Neben den üblichen Zugeständnissen bot der König sogar an, Schiffe zur Verfügung zu stellen, die die in der Stadt lebenden nordafrikanischen Geschäftsleute und sonstige Bewohner, die ins Exil gehen wollten, nach Nordafrika bringen sollten.

### Die Schlachten der Jahre 1485–1487 mit dem Fall von Málaga
Im Jahr 1485 konnten die christlichen Truppen mit ihrer nun eingespielten Taktik und Aufgabenteilung zwischen den Truppen der Andalusischen Adeligen, den Truppen der Santa Hermandad und den Truppen der Ritterorden eine große Anzahl von Städten einnehmen.
Im Frühjahr 1486 war der Bürgerkrieg in Granada auf einem Höhepunkt angelangt. Die Anhänger von Muhammad XII. und Muhammad XIII. bekämpften sich auch innerhalb der Stadt Granada.
Bei der Eroberung der Stadt Loja durch Truppen unter der Führung von Ferdinand V. wurde Muhammad XII. am 29. Mai 1486 erneut gefangen genommen. Er wurde im Sommer 1486 aus der Gefangenschaft entlassen. Im September 1486 rebellierten seine Anhänger in Granada gegen seinen Onkel Muhammad XIII. Es kam aber nicht zu einem Sturz, so dass das Reich wieder in zwei Machtbereiche zerfiel.
Als Vorbereitung auf die Eroberung Málagas marschierten im April 1487 spanische Verbände in nur acht Tagen von Córdoba (Spanien) nach Vélez-Málaga und begannen mit der Belagerung. Gleichzeitig blockierte eine kastilisch-aragonische Flotte die Mündung des Rio Vélez. Muhammad XIII. versuchte, den Transport der Artillerie der Katholischen Könige nach Vélez-Málaga zu verhindern. Er musste sich jedoch nach zwei erfolglosen Angriffen zurückziehen. Da Muhammad XII. die Abwesenheit seines Onkels von Granada genutzt hatte, um die Stadt für sich zu gewinnen, ging Muhammad XIII. nach Guadix.
Nachdem die Artillerie einige Tage die Mauern von Vélez-Málaga beschossen hatte, musste sich die Stadt am 27. April 1487 ergeben.
Anfang Mai 1487 führten Abgesandte der Katholischen Könige Verhandlungen mit dem Kommandeur der Stadt Málaga, der allerdings eine kampflose Übergabe der Stadt ablehnte. Um eine lange andauernde Belagerung der Stadt zu vermeiden, entschied sich Ferdinand für einen Frontalangriff. Daraus entwickelte sich die „blutigste und erbittertste Schlacht des Krieges um das Maurenreich von Granada.“ Der Angriff musste ergebnislos abgebrochen werden. Nun wurde die Stadt belagert. Von beiden Seiten wurden schwere Artilleriegeschütze eingesetzt. Königin Isabella besuchte die Truppen, um die Moral der Angreifer zu verbessern.
Ein Kampfverband, den der von der Insel Djerba stammende Ibrahim ai-Jarbi aus etwa 500 Freiwilligen aus der Gegend um Guadix zusammengestellt hatte, versuchte den Belagerungsring um Málaga zu durchbrechen. Dabei gelang es etwa 200 Kämpfern, in die Stadt zu kommen, 300 wurden getötet.
Ende Juli war die Stadt so ausgehungert, dass es zu neuen Verhandlungen kam und die Stadt sich am 18. August und die Festungen sich am 20. August ergaben.
Ein Drittel der 15.000 Einwohner wurde gegen in Nordafrika gefangene Christen ausgetauscht. Ein weiteres Drittel wurde als Sklaven an die christlichen Truppenführer übergeben. Das letzte Drittel wurde als Sklaven verkauft, um die Kosten des Feldzuges zu begleichen. Die Einwohner, die vom Christentum zum Islam konvertiert waren, wurden hingerichtet. Die etwa 500 Juden der Stadt konnten ihre Freiheit erhalten, wenn sie 30 Golddublonen pro Person zahlten. Einige Gefangene, die für die Stadt von besonderer Bedeutung gewesen waren, wurden dem Papst als Sklaven geschenkt.

### Der Endkampf um Granada 1488–1491

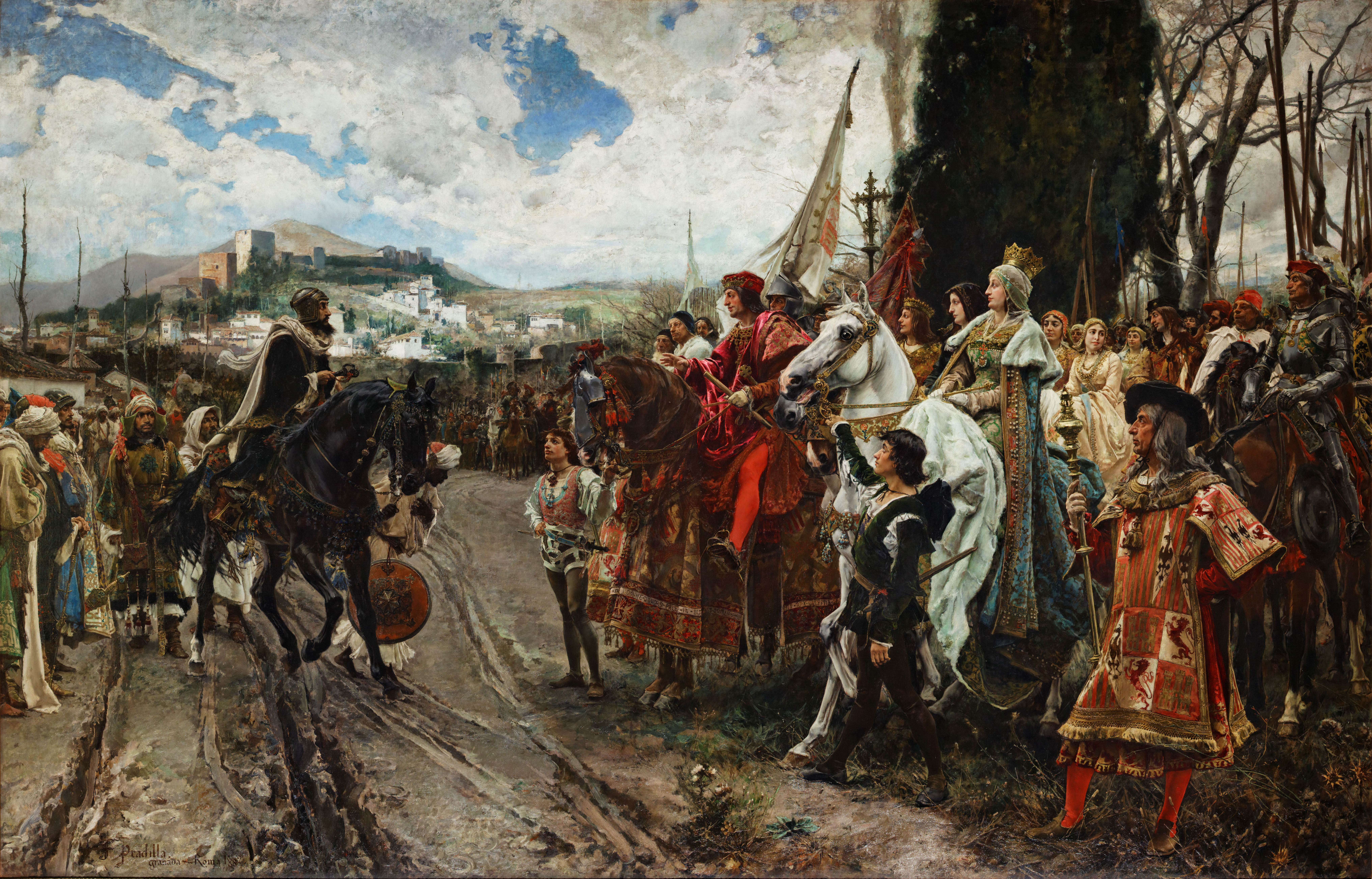
Francisco Pradilla y Ortiz: Die Übergabe von Granada (Historienbild von 1882)

Der Fall Málagas und die Behandlung der besiegten Einwohner führte dazu, dass in der folgenden Zeit eine Reihe von maurischen Städten den Katholischen Königen ihre kampflose Übergabe anboten unter der Bedingung, dass sie als Mudéjares unter der Herrschaft Kastiliens ihre Religion weiter ausüben könnten.
Zu Beginn des Jahres 1489 bestand das Emirat Granada nur noch aus den Gebieten rund um die Städte Guadix, Baza und Almería, die von Muhammad XIII. beherrscht wurden, und der Hauptstadt Granada, die in den Händen von Muhammad XII. war.
Anfang Juni 1489 begann unter dem Kommando von Gutierre de Cárdenas die Belagerung der Stadt Baza, die aber bis Oktober keine Wirkung zeigte. Anfang November besuchte Königin Isabella die Belagerer. Im Dezember 1489 wurden endlich Verhandlungen zur Übergabe geführt. Der Kommandant der Stadt Sidi Yahya al-Najjar (Cid Hiaya el-Nayyar) ließ sich taufen und war später unter dem Namen Pedro de Granada Venegas bekannt. Er ging, ohne dass seine Konversion bekannt wurde, als Abgesandter zu Muhammad XIII. nach Guadix. Er erreichte, dass am 22. Dezember Almería und am 30. Dezember Guadix an die Katholischen Könige übergeben wurden. Muhammad XIII. emigrierte mit seinem Anhang nach Nordafrika. Er starb 1494 in Tlemcen.

Wappen des Emirates Granada

Wappen der Katholischen Könige nach 1492

In der Stadt Granada befanden sich 1489 eine große Anzahl von Flüchtlingen aus den bisher von den Christen eroberten Gebieten, die sich einer Übergabe der letzten Stellung der Mauren an die Katholischen Könige widersetzten. 1490 wurden die Truppen Granadas durch nordafrikanische Freiwillige verstärkt, so dass die Küstenorte Adra und El Padul zurückerobert werden konnten, um dadurch die Versorgung Granadas von See her zu ermöglichen. Ein weiterer Angriff der Mauren auf Salobreña misslang. Ein entscheidender Schlag der christlichen Angreifer wurde wegen des Wintereinbruchs auf das Jahr 1491 verschoben.
1491 errichtete ein Heer, das aus 10.000 Reitern und 30.000 Mann Infanterie und Artillerie bestand, vor Granada ein Heerlager, das später unter dem Namen Santa Fe bekannt wurde. Auch Königin Isabella verlegte ihren Aufenthalt zur Hebung der Moral der Truppe von Alcalá la Real in dieses Lager. Durch einen engen Belagerungsring konnte Granada von jeder Art Nachschub abgeschnitten werden. Die Lage in Granada wurde für die Bewohner Granadas unhaltbar, so dass die Einwohner den Emir Muhammad XII. drängten, einen ehrenvollen Frieden abzuschließen. Im November 1491 wurden die Übergabebedingungen ausgehandelt. Am 2. Januar 1492 übergab Muhammad XII. (Boabdil) König Ferdinand V. die Schlüssel der Stadt und der Alhambra. Auf der Alhambra wurden das Königliche Banner und die Fahne des Ordens von Santiago gehisst. Muhammad XII. zog sich erst in die Alpujarras zurück. Später emigrierte er nach Fès in Nordafrika.
Mit dem Fall Granadas wurde das letzte von Muslimen regierte Gebiet auf der Iberischen Halbinsel von christlichen Herrschern erobert. Das Emirat wurde als „Reino de Granada“ in die Reiche der Krone von Kastilien eingegliedert. Im Wappen der Katholischen Könige erschien das Wappen Granadas, der Granatapfel, ab 1492 im Schildfuß. Dort erscheint es auch heute noch z. B. im Wappen des Königs Philipp VI.

## Finanzierung
Der Krieg Kastiliens gegen das Emirat Granada erforderte einen großen Aufwand auch an finanziellen Mitteln, die aus verschiedenen Quellen kamen. Im Jahr 1485 genehmigte der Heilige Stuhl, dass ein Zehntel der Einkünfte der Kirche in Kastilien zur Finanzierung des Kreuzzuges gegen die Mauren eingezogen werden durfte. Die Leitung der Santa Hermandad genehmigte eine Anleihe für die Kriegskosten. Die Sephardim und Mudéjares Kastiliens hatten eine Sondersteuer zu entrichten. Zwischen 1489 und 1491 nahmen die Katholischen Könige zinsfreie Zwangsanleihen bei Städten, reichen Klöstern und bei den Granden des Reiches und Kaufleuten auf. Andere Kredite mussten mit bis zu zehn Prozent verzinst werden. Für einen Kredit des Königreichs Valencia bot Königin Isabella ihren Schmuck als Pfand an. Einige Adelshäuser stellten Truppen für die Zusage, später mit der Beute aus den Kriegszügen entschädigt zu werden. Die spanischen Ritterorden rüsteten ihre Truppen mit eigenen Mitteln aus.

## Zusammensetzung der Truppen
Zu Beginn des Krieges wurden die Angriffe durch die Truppen und Mitglieder andalusischer Adelshäuser, besonders die des Herzogs von Medina-Sidonia und des Marquis von Cádiz, durchgeführt. Nach dem Erlass einer Kreuzzugsbulle 1482 durch Papst Sixtus IV. meldeten sich Ritter aus Frankreich, Deutschland und England, um für den Erlass ihrer Sünden und Beute an den Kämpfen gegen die Ungläubigen teilzunehmen. Die spanischen Ritterorden unter der Leitung ihrer Großmeister stellten die am besten geschulten Ritterheere. Einige Söldnertruppen und die von den Städten unterhaltenen Truppen der Santa Hermandad unterstanden direkt dem König. Zum ersten Mal wurden Spezialeinheiten mit Artilleristen, Pyrotechnikern, Pionieren im Transportwesen und Sanitärdiensten geschaffen. Die Stärke und Zusammensetzung der Truppen wechselte von Feldzug zu Feldzug. Während zwischen 1482 und 1484 jeweils etwa sechs- bis zehntausend Kavalleristen und zehn- bis sechzehntausend Infanteristen teilnahmen, waren bei der Einnahme Bazas im Jahr 1489 15.000 Reiter und 80.000 Infanteristen am Kampf beteiligt.
Dazu kamen z. B. bei der Belagerung von Baza zehntausende von Arbeitern, die mit 14.000 Mauleseln den Nachschub für die Truppen sicherstellten, da als Vorbereitung für die Belagerungen üblicherweise die Ernten in der Umgebung einer zu belagerten Stadt vernichtet wurden.

## Vertrag von Granada
Am 25. November 1491 wurden im Feldlager von Santa Fé die Verträge bezüglich der Übergabe Granadas an die Katholischen Könige unterschrieben. Diese Verträge bestanden aus 77 Abschnitten, in denen einerseits die Rechte der Eroberer, aber auch die Rechte der Besiegten im Einzelnen festgelegt wurden. Im Verhältnis zu den im Verlauf des Krieges mit den Bewohnern und der Führung anderer Städte ausgehandelten Bedingungen wurden für Granada sehr großzügige Zugeständnisse gemacht. Die muslimischen Einwohner durften ihr gesamtes Eigentum, auch ihre Waffen (außer Schusswaffen), behalten. Es war ihnen erlaubt, innerhalb der nächsten drei Jahre mit ihrem Besitz auszuwandern. Sie konnten zu keiner Zwangsarbeit verpflichtet werden und durften alle Berufe ergreifen. Die muslimischen Händler erhielten die gleichen Rechte wie die christlichen Kaufleute Kastiliens. Die Steuern wurden auf dem Stand belassen, der vor der Übernahme der Herrschaft durch die Christen bestand. Die Muslime durften weiterhin ihre Religion ausüben. Sie wurden nicht gezwungen, sich taufen zu lassen. Personen, die von der christlichen zur islamischen Religion konvertiert waren, wurden nicht bestraft, sie mussten allerdings Granada verlassen. Die Inhaber muslimischer religiöser Ämter durften diese behalten. Auch die Posten der Stadt- und Justizverwaltungen der muslimischen Gemeinden wurden nicht umbesetzt.
Streitigkeiten zwischen Muslimen untereinander wurden von muslimischen Richtern entschieden. Streitigkeiten zwischen Muslimen und Christen wurden von Gerichten entschieden, die aus einem muslimischen und einem christlichen Richter bestanden. Christen durften die Moscheen nicht während des Gottesdienstes und die Häuser der Mauren nur auf Einladung der Eigentümer betreten.
Der letzte Emir Muhammad XII. (Boabdil) erhielt als Rückzugsgebiet für sich und seine Familie in der Region Alpujarras eine von ihm regierte muslimische Enklave.
Es wird vermutet, dass die Katholischen Könige diesen Verträgen mit dem Hintergedanken zugestimmt haben, dass sich in absehbarer Zeit Vorwände finden lassen würden, um die Regelungen Stück für Stück zurückzunehmen. In den nächsten zehn Jahren wurden tatsächlich nahezu alle Zugeständnisse aufgehoben.